# Familia Al-Razi
Los Al-Razi fueron una familia de historiadores andalusíes de la época del emirato y califato de Córdoba (siglos IX y X / III y IV de la Hégira).
Provenían de una familia afincada en Córdoba durante el siglo IX / II de la Hégira, que prosperó gracias al favor de la dinastía Omeya.
- Muhammad ibn Musa al-Razi (¿? – 890) que inició la actividad cronística de la familia con una obra de historia y genealogía sobre la conquista de la península ibérica por los musulmanes, el Kitāb al-rāyāt (Libro de las banderas).
- Ahmad ibn Muhammad al-Razi (887 – 955), su hijo, autor de la Historia de los reyes de Al-Ándalus (Ajbār mulūk Al-Andalus) y conocido en castellano como el moro Rasis, es el más divulgado por las fuentes posteriores. La Crónica del Moro Rasis, como se conoce a su obra, es abundantemente citada en De rebus Hispaniae (1243) del arzobispo de Toledo Rodrigo Jiménez de Rada.
- Isa ibn Ahmad al-Razi, su hijo y continuador de su obra, fue cronista del califa al-Hakam II en la segunda mitad del siglo X / IV de la Hégira.